# アルプ

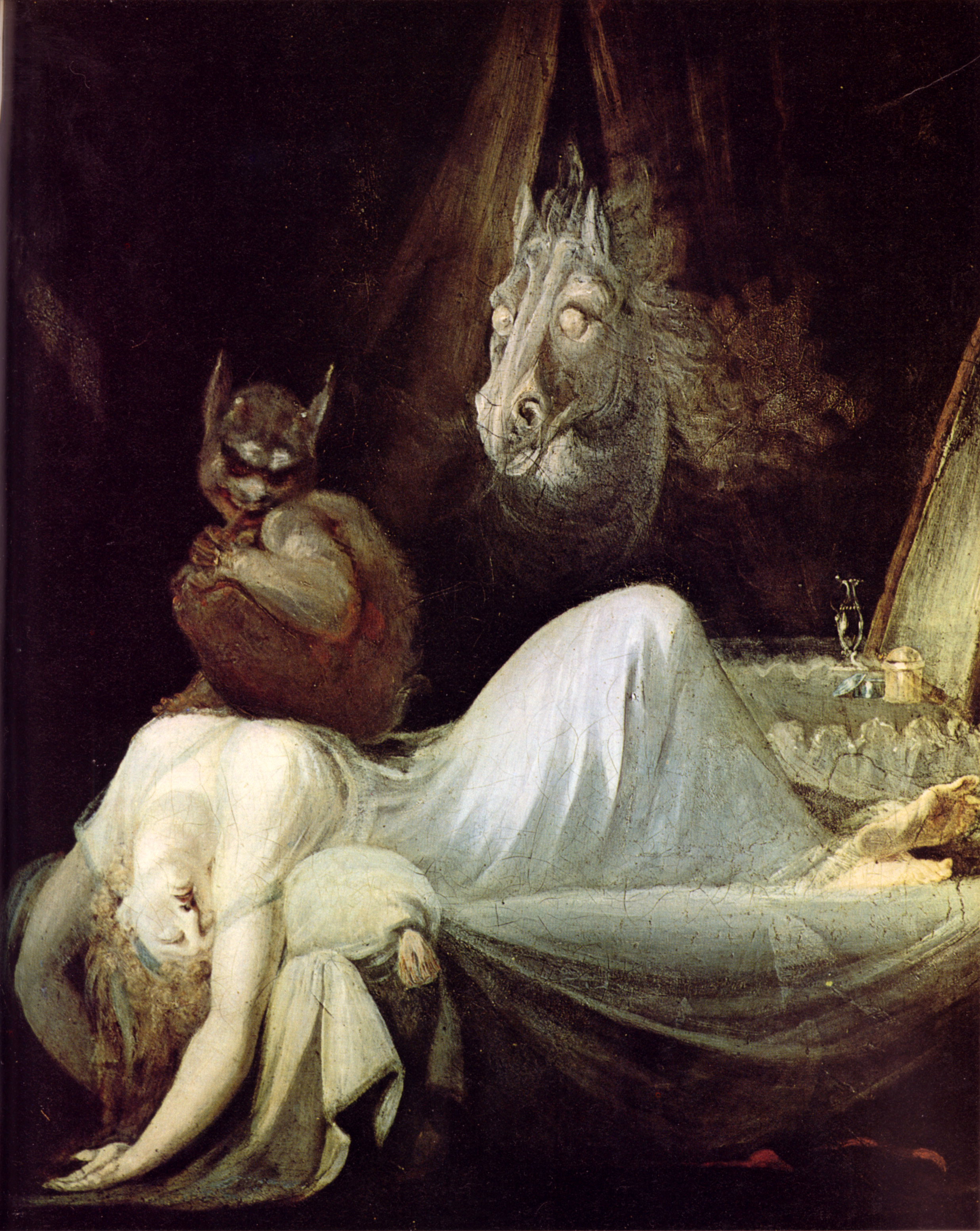
フュースリー「夢魔」(1802年)

アルプ（alp, 独 Alb）は、ドイツに伝わる夢魔の一種。
吸血鬼的な性格があるといわれ、猫や鳥などの様々な動物の姿になって現れる。自分の姿を透明にできる帽子を被っていて、これがないと透明になれない。主に女性の夢の中に入って精気を吸うことから、アルプは男性とされている。
キリスト教の布教とともに堕とされ、闇に住む悪魔とされるようになった。後の民間伝承では病気をもたらし睡眠を妨害する悪魔デーモンへと堕落した。元はゲルマン神話の精霊で、エルフ（Elfen, Elben）や、北欧神話の妖精の国アールヴヘイムに住む光の妖精アルヴ（Alv）と同起源である。
山中の地下深くに住む魔法の金属細工師である。一部がドワーフ、エルフ、一部が神とされている。